# Fabienne Youyoutte
 (novembre 2020).
Fabienne Youyoutte est un artisan pâtissier, glacier, confiseur et chocolatier. Originaire de la Guadeloupe, elle a pour objectif de faire découvrir des saveurs locales et oubliées.

## Biographie

### Enfance
Fabienne Youyoutte passe son enfance aux côtés de sa grand-mère dans la campagne de Sainte-Rose, à Morne Rouge, en Guadeloupe. Elle y fait l’apprentissage des saveurs, odeurs, des goûts du territoire et des valeurs qui alimenteront son travail. 
À 7 ans, elle rejoint ses parents à Besson aux Abymes. Lors d'un noël, elle reçoit en cadeau un kit de pâtisserie : il lui donnera le goût de la pâtisserie.

### Parcours
À 17 ans, elle commence un CAP Pâtisserie au CFA du Raizet, antenne de l’URMA (Université Régionale des Métiers et de l'Artisanat) en Guadeloupe.
Après son CAP, elle travaille dans la grande distribution, rayon boulangerie-pâtisserie. Elle est ouvrière en pâtisserie. Elle gravit les échelons et occupe les postes d'ouvrière qualifiée, de chef de rayon pâtisserie, de chef du département boulangerie-pâtisserie et enfin, de responsable d’exploitation boulangerie-pâtisserie d’enseignes majeures. En parallèle, elle suit une formation boulangerie à l’INBP.
En 2000, à 25 ans, avec la Chambre des métiers de Guadeloupe, elle part à Lyon (salon référent pour les professionnels de la boulangerie et de la pâtisserie en France et à l'international) pour une formation d’une journée. Au départ, elle vise une formation en pâtisserie. Par manque de places, elle finit dans la formation dédiée aux glaces . D’abord peu intéressée, elle se passionne ensuite et passe un CAP de glacier en 2002.
En 2004, Fabienne Youyoutte ouvre administrativement sa boutique « Les désirs du Palais » et achète un local rue des Petites Abymes à Pointe-à-Pitre. Il ne lui reste rien pour acheter les machines et commencer son activité. Elle participe donc à des concours, et fait connaitre son travail. Elle gagne plusieurs prix, trouve des financements et se lance.
En novembre 2005, elle ouvre officiellement sa boutique de Pointe-à-Pitre. 
En 2009, elle suit une formation à l’atelier Pierre Hermé (Macarons, Haute pâtisserie).
En 2016, elle ouvre une seconde boutique à Sainte-Anne en Guadeloupe.

## Entreprise

### Boutiques
En 2004, elle crée administrativement son entreprise « Désirs du palais » et commence son activité un an plus tard. 
En 2016, elle ouvre une seconde boutique « Fabienne YOUYOUTTE » sur la plage de la Ville de Sainte Anne en Guadeloupe, et en 2018, lance le concept « Le Triporteur by Fabienne YOUYOUTTE ». 

### Démarche
Elle commercialise ses produits en circuits courts, travaille directement avec les apiculteurs et producteurs de l’île engagés dans la valorisation des productions locales.
Les produits sont faits maison et aux saveurs locales : ananas, giraumon, avocat, papaye, chocolat, piment bondamanjak, moringa, patate douce, coco-patate betterave, fruit à pain, manioc, trois-épices, canne à sucre etc.

## Prix et concours
Fabienne Youyoutte est récompensée à plusieurs reprises et termine lauréate de plusieurs concours :
En 2005, elle est lauréate du Concours Initiat’elles catégorie « Fanm péyi » (Catégorie Artisanat). C'est un concours de création d’entreprise, mis en place par la Boutique de gestion Guadeloupe et la Mission locale de la Guadeloupe dans le cadre du projet Equal Intiat’elles. Il vise à renforcer l’initiative entrepreneuriale des femmes sur le territoire de la Guadeloupe.
L'année suivante, elle est lauréate du Concours « Envie d’agir », concours de création d’entreprise organisé par la Direction Départementale Jeunesse et Sports
En 2006, elle remporte le Concours régional « Talents des cités », Catégorie Artisanat et Commerce. Ce concours est initié par le Réseau Boutique de gestion national, le Sénat et piloté au niveau régional par la Boutique de gestion Guadeloupe.
En 2008, elle se lance dans la production de pâtisserie, et remporte le 2ème Prix du Concours Régional de la création d’entreprises « Catégorie Artisanat ». C'est un concours mis en place par le Conseil régional de la Guadeloupe, qui vise à valoriser le talent des chefs d’entreprise du territoire.
En 2009, elle suit des formations à l’Atelier Pierre Hermé (Macarons, Haute pâtisserie, …) ; l'année suivante, elle se lance dans la production de macarons, en 2012, dans les gâteaux glacés, et en 2013, propose une gamme de glaces sans lactose à destination des clients souffrant d’intolérance. 
Elle remporte le concours « Talents gourmands 2013 » dans la catégorie Artisans pour la région Guadeloupe. Cette manifestation, créée par le Bottin gourmand et le Crédit Agricole au niveau national, est relayée au niveau local par les caisses régionales du Crédit agricole. Elle a pour but de valoriser et révéler les agriculteurs, les artisans et les restaurateurs qui défendent leurs terroirs par la qualité de leurs produits. 
En 2014 – 2015, elle préside le jury du concours « Talents gourmands 2015 » pour le territoire de la Guadeloupe. Le Bottin Gourmand, magazine gastronomique, la surnomme la « Surdouée du sucré ».
En 2019, elle reçoit le Grand prix « Artisan de l’année 2019 », organisé par CMA France et le réseau BRED BANQUE POPULAIRE, et l'année suivante, elle est nommée Chevalier de l’Ordre National du Mérite Agricole.

## Personnalités
De nombreuses personnalités sont venues dans sa boutique : les chefs Michel et Sébastian Bras de Gabriac, l’ancien premier ministre Bernard Cazeneuve, et l’ancienne ministre du travail Myriam El Khomri. 
Elle a reçu les satisfécits de Bernard Chauvin, de la Maison Berthillon, (« La référence des glaciers d’Île de France »), de Claire Heitzler (Cheffe de la création sucrée à la Maison Ladurée), de Christophe Michalak (du « club des Sucrés » qui rassemble les Grands Noms de la nouvelle pâtisserie française) ou encore de Jacques Genin (le célèbre Chef chocolatier et caramélisé parisien).